# ASGR2
ASGR2 (англ. Asialoglycoprotein receptor 2) – білок, який кодується однойменним геном, розташованим у людей на короткому плечі 17-ї хромосоми. Довжина поліпептидного ланцюга білка становить 311 амінокислот, а молекулярна маса — 35 092.
| 10         |  | 20         |  | 30         |  | 40         |  | 50         |
| ---------- |  | ---------- |  | ---------- |  | ---------- |  | ---------- |
| MAKDFQDIQQ |  | LSSEENDHPF |  | HQGEGPGTRR |  | LNPRRGNPFL |  | KGPPPAQPLA |
| QRLCSMVCFS |  | LLALSFNILL |  | LVVICVTGSQ |  | SEGHGGAQLQ |  | AELRSLKEAF |
| SNFSSSTLTE |  | VQAISTHGGS |  | VGDKITSLGA |  | KLEKQQQDLK |  | ADHDALLFHL |
| KHFPVDLRFV |  | ACQMELLHSN |  | GSQRTCCPVN |  | WVEHQGSCYW |  | FSHSGKAWAE |
| AEKYCQLENA |  | HLVVINSWEE |  | QKFIVQHTNP |  | FNTWIGLTDS |  | DGSWKWVDGT |
| DYRHNYKNWA |  | VTQPDNWHGH |  | ELGGSEDCVE |  | VQPDGRWNDD |  | FCLQVYRWVC |
| EKRRNATGEV |  | A          |  |            |  |            |  |            |

A: Аланін

C: Цистеїн

D: Аспарагінова кислота

E: Глутамінова кислота

F: Фенілаланін

G: Гліцин

H: Гістидин

I: Ізолейцин

K: Лізин

L: Лейцин

M: Метіонін

N: Аспарагін

P: Пролін

Q: Глутамін

R: Аргінін

S: Серин

T: Треонін

V: Валін

W: Триптофан

Кодований геном білок за функціями належить до рецепторів, фосфопротеїнів, ліпопротеїнів. 
Задіяний у таких біологічних процесах, як ендоцитоз, альтернативний сплайсинг. 
Білок має сайт для зв'язування з іоном кальцію, лектинами. 
Локалізований у мембрані.